# Baikal MP-153

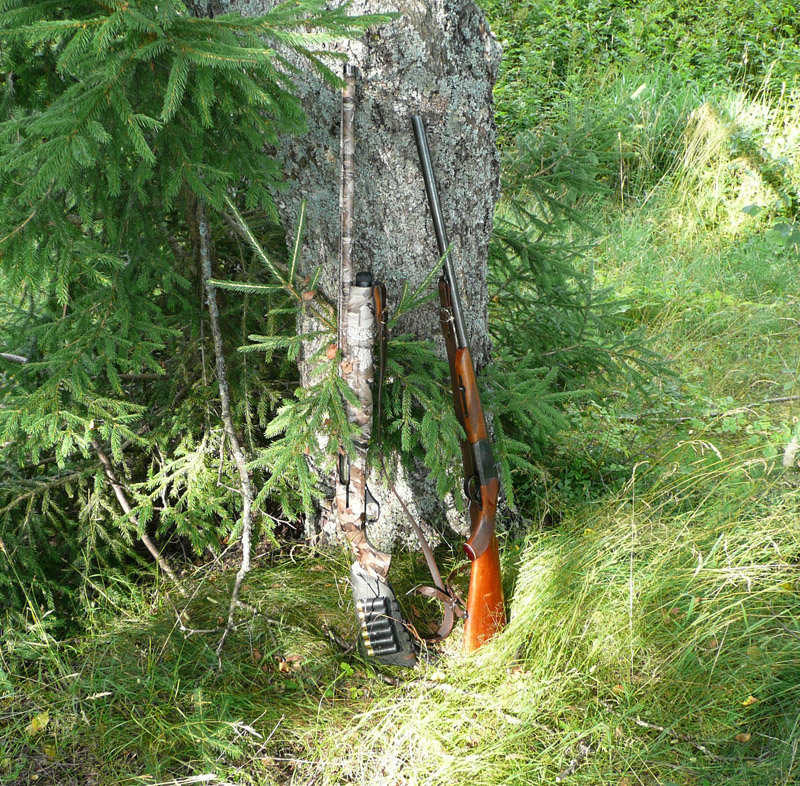

Le fusil de chasse semi-automatique Baikal MP153 est fabriqué par la firme russe Ijevski Mekhanitcheski Zavod depuis le début des années 2000.

## Technique
Chambré en calibre 12 Magnum ou 12 Super-Magnum, ce fusil fonctionne par emprunt des gaz et possède un canon chromé intérieurement. Sa crosse est de type pistolet et son garde-main possède deux rainures de préhension. Ces deux éléments sont disponibles en noyer huilé ou en matière synthétique. La visée se limite à un guidon-boule. Son utilisateur peut choisir de monter plusieurs chokes.

## Données numériques
- Longueur totale : 1,24 m
- Masse du fusil vide : 
  - avec monture synthétique : 3, 5 kg
  - avec monture en bois : 3,6 kg
- Longueur du canon : 71 cm. Disponible aussi  avec un canon de  61, 66 ou 75 cm.
- Magasin :
  - en calibre 12/76 : 4 coups
  - en calibre 12/89 : 3 coups
  - pour le marché français  (dans les deux calibres): 2 coups.

## Dans la culture populaire
Le cinéphile attentif et amateur de film de guerre russe peut le reconnaître dans le long métrage La Guerre (2002).
Les amateurs de jeux vidéo de type jeux de tir à la première personne (ou FPS pour First-Person Shooter) le rencontreront souvent, parfois à leur détriment, dans le jeu Escape from Tarkov. 
Les joueurs sont susceptibles de le trouver aussi dans une version moddée de la franchise des jeux S.T.A.L.K.E.R, crée par des fans :  S.T.A.L.K.E.R : Anomaly

## Sources
Cette notice est issue de la lecture du catalogue en ligne français de l'importateur français d'Izmash  et du Chasseur français, hors-série "Armes & Équipements 2010.